# Campeonato Mundial de Atletismo de 2015 - Lançamento de disco masculino
A prova do arremesso de disco masculino do Campeonato Mundial de Atletismo de 2015  foi disputada entre 27 e 29 de agosto no Estádio Nacional de Pequim, em Pequim.

## Recordes
Antes desta competição, os recordes mundiais e do campeonato nesta prova eram os seguintes:
| Tipo                  | Atleta            | Distância | Local          | Data                | Ref |
| --------------------- | ----------------- | --------- | -------------- | ------------------- | --- |
|                       | Jürgen Schult     | 74,08     | Neubrandenburg | 6 de junho de 1986  | ver |
| Recorde do campeonato | Virgilijus Alekna | 70,17     | Helsinque      | 7 de agosto de 2005 | ver |

## Medalhas
| Ouro                    | Prata                | Bronze               |
| Piotr Małachowski (POL) | Philip Milanov (BEL) | Robert Urbanek (POL) |

## Cronograma
Todos os horários são locais (UTC+8).
| Data         | Hora  | Evento        |
| ------------ | ----- | ------------- |
| 27 de agosto | 09:30 | Eliminatórias |
| 29 de agosto | 19:40 | Final         |

## Resultados

### Eliminatórias
Qualificação: 65,00 m (Q) e pelo menos 12 melhores (q) avançam para a final. 
| Colocação | Grupo | Atleta                   | Nacionalidade  | # 1   | # 2   | # 3   | Marca | Notas |
| --------- | ----- | ------------------------ | -------------- | ----- | ----- | ----- | ----- | ----- |
| 1         | A     | Fedrick Dacres           | Jamaica        | 65.77 |       |       | 65.77 | Q     |
| 2         | A     | Piotr Małachowski        | Polónia        | x     | 59.08 | 65.59 | 65.59 | Q     |
| 3         | B     | Gerd Kanter              | Estónia        | x     | 64.78 | 61.94 | 64.78 | q     |
| 4         | A     | Apostolos Parellis       | Chipre         | 63.93 | 64.41 | 63.25 | 64.41 | q     |
| 5         | B     | Robert Urbanek           | Polónia        | 62.97 | 64.23 | x     | 64.23 | q     |
| 6         | B     | Christoph Harting        | Alemanha       | 64.23 | –     | –     | 64.23 | q     |
| 7         | A     | Vikas Gowda              | Índia          | 63.86 | 63.84 | x     | 63.86 | q     |
| 8         | A     | Philip Milanov           | Bélgica        | x     | 62.20 | 63.85 | 63.85 | q     |
| 9         | A     | Daniel Ståhl             | Suécia         | 62.66 | 61.22 | 62.06 | 62.66 | q     |
| 10        | A     | Julian Wruck             | Austrália      | 60.84 | 60.80 | 62.63 | 62.63 | q     |
| 11        | B     | Mauricio Ortega          | Colômbia       | 58.81 | x     | 62.54 | 62.54 | q     |
| 12        | B     | Benn Harradine           | Austrália      | 60.75 | 62.48 | x     | 62.48 | q     |
| 13        | A     | Victor Hogan             | África do Sul  | 62.41 | x     | 62.33 | 62.41 |       |
| 14        | A     | Andrius Gudžius          | Lituânia       | 59.64 | 58.25 | 62.22 | 62.22 |       |
| 15        | B     | Daniel Jasinski          | Alemanha       | 57.65 | 61.53 | 61.70 | 61.70 |       |
| 16        | A     | Martin Kupper            | Estónia        | 60.23 | 61.59 | 59.98 | 61.59 |       |
| 17        | B     | Chad Wright              | Jamaica        | 60.78 | 61.53 | 61.23 | 61.53 |       |
| 18        | A     | Zoltán Kővágó            | Hungria        | 56.19 | x     | 61.37 | 61.37 |       |
| 19        | A     | Martin Wierig            | Alemanha       | 61.35 | x     | x     | 61.35 |       |
| 20        | A     | Lukas Weißhaidinger      | Áustria        | 60.68 | 61.26 | 60.62 | 61.26 |       |
| 21        | A     | Ronald Julião            | Brasil         | 61.02 | 59.71 | 59.28 | 61.02 |       |
| 22        | B     | Jason Morgan             | Jamaica        | 60.85 | 60.81 | 60.02 | 60.85 |       |
| 23        | B     | Axel Härstedt            | Suécia         | 60.52 | x     | x     | 60.52 |       |
| 24        | B     | Ehsan Haddadi            | Irão           | 60.39 | x     | x     | 60.39 |       |
| 25        | B     | Alex Rose                | Samoa          | 57.78 | 59.07 | x     | 59.07 |       |
| 26        | B     | Russell Winger           | Estados Unidos | 56.08 | 53.16 | 58.69 | 58.69 |       |
| 27        | B     | Essa Mohammed al-Zankawi | Kuwait         | 58.44 | 58.68 | 57.64 | 58.68 |       |
| 28        | B     | Lois Maikel Martínez     | Espanha        | 58.01 | 57.91 | x     | 58.01 |       |
| 29        | B     | Jared Schuurmans         | Estados Unidos | 55.95 | 57.71 | 57.74 | 57.74 |       |
| 30        | B     | Gerhard Mayer            | Áustria        | x     | 57.73 | x     | 57.73 |       |
| 31        | A     | Rodney Brown             | Estados Unidos | x     | x     | x     | NM    |       |

### Final
A final ocorreu às 19:50.
| Colocação         | Atleta             | Nacionalidade | # 1   | # 2   | # 3   | # 4   | # 5   | # 6   | Marca | Notas |
| ----------------- | ------------------ | ------------- | ----- | ----- | ----- | ----- | ----- | ----- | ----- | ----- |
| Medalha de ouro   | Piotr Małachowski  | Polónia       | 65.09 | 67.40 | 62.04 | 64.40 | 64.59 | 64.84 | 67.40 |       |
| Medalha de prata  | Philip Milanov     | Bélgica       | 60.06 | 64.38 | 66.90 | x     | 62.32 | 65.67 | 66.90 | NR    |
| Medalha de bronze | Robert Urbanek     | Polónia       | 60.47 | 61.58 | 64.14 | 64.62 | 65.18 | x     | 65.18 |       |
| 4                 | Gerd Kanter        | Estónia       | 64.82 | 63.52 | 63.95 | 64.01 | 64.65 | x     | 64.82 |       |
| 5                 | Daniel Ståhl       | Suécia        | 61.74 | 60.42 | 64.42 | 64.73 | x     | x     | 64.73 | SB    |
| 6                 | Apostolos Parellis | Chipre        | 63.20 | 64.55 | 63.63 | 63.46 | 64.39 | 62.66 | 64.55 |       |
| 7                 | Fedrick Dacres     | Jamaica       | 64.22 | 59.80 | x     | 62.74 | 61.73 | x     | 64.22 |       |
| 8                 | Christoph Harting  | Alemanha      | 63.94 | 63.55 | x     | x     | x     | x     | 63.94 |       |
| 9                 | Vikas Gowda        | Índia         | 60.28 | x     | 62.24 |       |       |       | 62.24 |       |
| 10                | Benn Harradine     | Austrália     | 58.15 | x     | 62.05 |       |       |       | 62.05 |       |
| 11                | Mauricio Ortega    | Colômbia      | 13.10 | x     | 62.01 |       |       |       | 62.01 |       |
| 12                | Julian Wruck       | Austrália     | 59.74 | 60.01 | 56.78 |       |       |       | 60.01 |       |

Legenda
| Recorde mundial       | Recorde mundial (World record)               |                       | Recorde africano                      | Recorde africano (African) |                                           | Q | Classificado por posição (Qualified) |
| Recorde do campeonato | Recorde do campeonato (Championship record)  | Recorde da América    | Recorde da América (Americas)         | q                          | Classificado por melhor tempo (Qualified) |   |                                      |
| Melhor marca do ano   | Melhor marca do ano (World leading)          | Recorde asiático      | Recorde asiático (Asian)              | DNS                        | Não largou (Did not start)                |   |                                      |
| Recorde nacional      | Recorde nacional (National record)           | Recorde europeu       | Recorde europeu (European)            | DNF                        | Não terminou (Did not finish)             |   |                                      |
| Recorde pessoal       | Recorde pessoal do atleta (Personal best)    | Recorde da Oceania    | Recorde da Oceania (Oceania)          | DSQ / DQ                   | Desclassificado (Disqualified)            |   |                                      |
| Recorde da temporada  | Recorde da temporada do atleta (Season best) | Recorde sul-americano | Recorde sul-americano (South America) | NM                         | Sem marca (No mark)                       |   |                                      |